# Свято-Троицкая церковь (Кын)
Свято-Троицкая церковь — каменная церковь в селе Кын, Лысьвенский городской округ, Пермский край. Сооружена в 1864 году на средства владельца Кыновского завода графа Сергея Строганова. Колокольня возводилась в шатровом стиле с престолом во имя Святой Живоначальной Троицы. Центральная часть храма строилась в крестово-купольном стиле, четверик бесстолпного храма был увенчан пятью главами. Это тёплая часть храма с престолом во имя Введения в храм Пресвятой Богородицы. Внутри храм Святой Троицы был расписан фресками, в том числе с изображениями Св. Великомученицы Варвары, Св. Ионы и Филиппа, Св. Алексия и Димитрия, Св. Симеона Верхотурского и других. Церковь была закрыта 31 июля 1936 года. Все колокола, кроме Малого, отправлены на переплавку. Уцелевший Малый колокол сняли в начале 1980-х годов и передали в музей Соликамска. Вновь церковь была открыта в 1990 году, Малый колокол был возвращён в храм в 2010 году. 

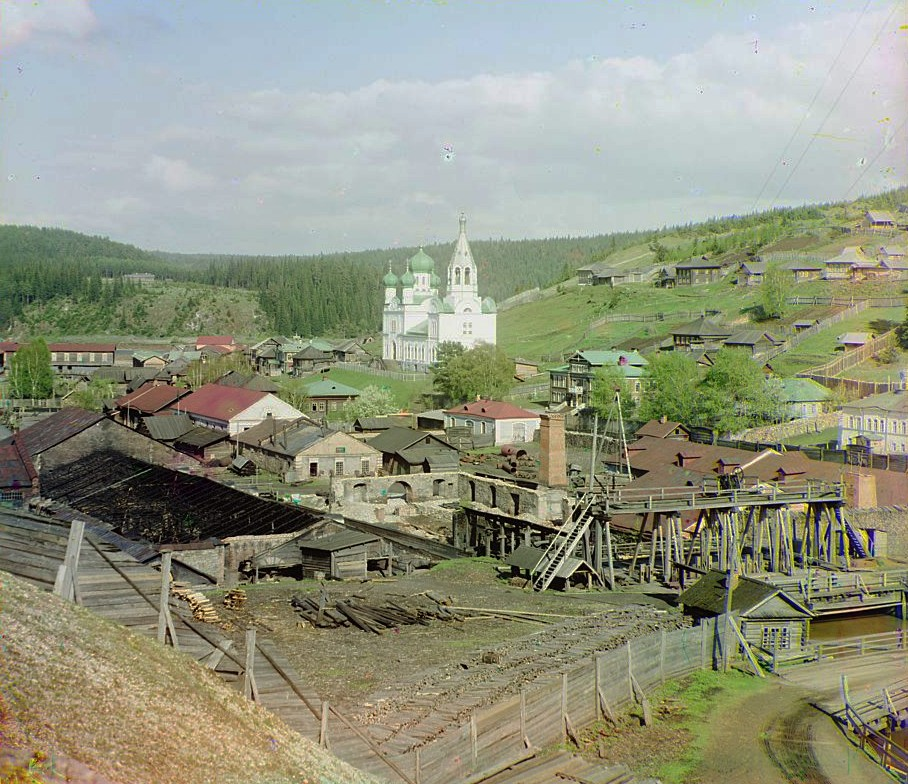
Свято-Троицкая церковь в 1910 году. Фото С. М. Прокудина-Горского
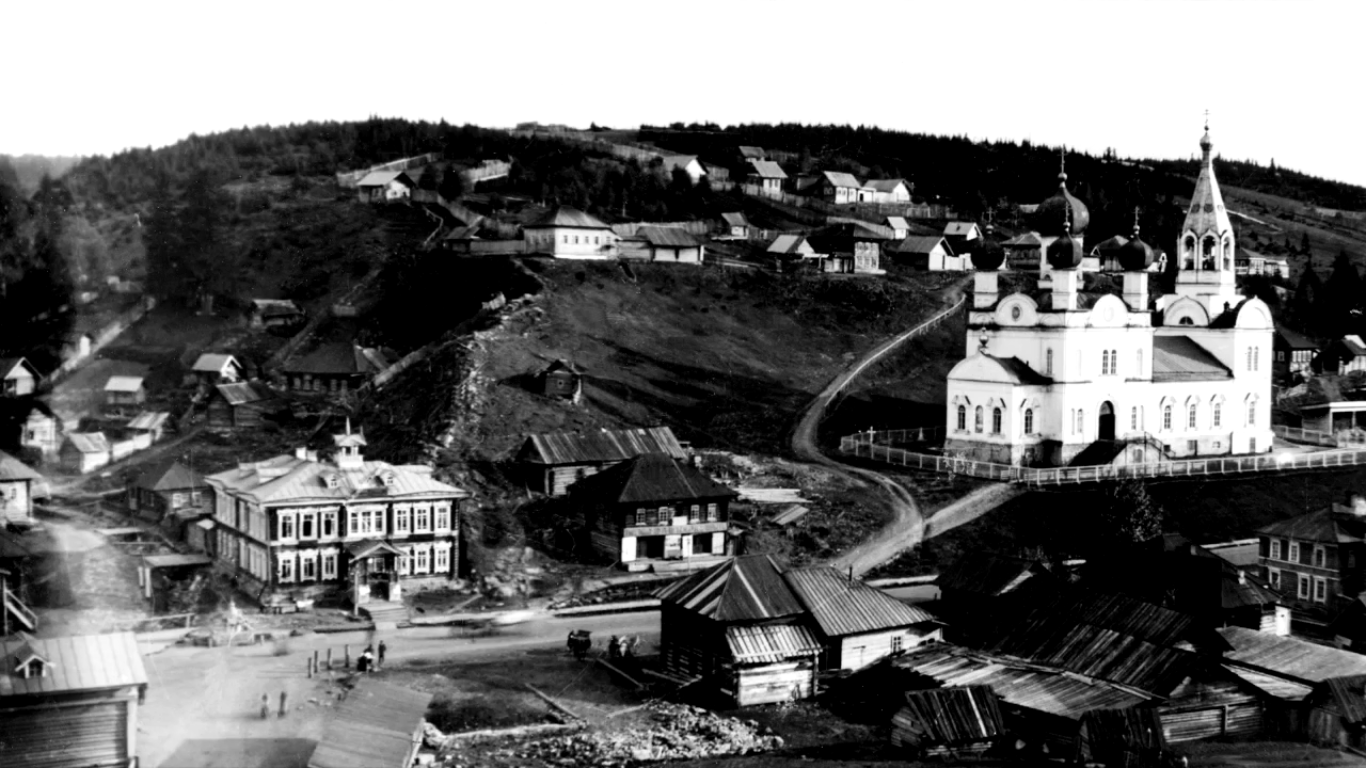